# Приховані субтитри
Прихо́вані субти́три (англ. Closed caption, closed subtitles) — субтитри, які дозволяють людям з вадами слуху, людям, які вивчають нову мову, вперше вчаться читати, знаходяться в шумних приміщеннях та іншим читати текст діалогу звукової частини відео, фільму, або іншої презентації. Разом із тим, як програється відео, показуються титри, на яких відтворено тексти із аудіо сигналу, на яких вказується, хто що промовив, та інші звуки.
Приховані титри можуть містити не тільки тексти діалогу, а і інформацію щодо інших звуків, персонажів.
Відмінність від звичайних (субтитрів) полягає в тому, що приховані титри можна активувати або деактивувати. Звичайні титри зазвичай є частиною зображення фільму або програми та не можуть бути деактивованими.